# Das Deutsche Reich und der Zweite Weltkrieg
La  Das Deutsche Reich und der Zweite Weltkrieg  (La Germania e la seconda guerra mondiale") è una collana in 13 volumi, pubblicata dall'editore Deutsche Verlags-Anstalt e frutto di un trentennale lavoro di ricerca degli studiosi del Militärgeschichtliches Forschungsamt di Potsdam, dipendente dall'esercito tedesco.
L'opera è stata tradotta in inglese col titolo di Germany and the Second World War e pubblicata a partire dal 1990 a cura della Clarendon Press, marchio dell'Oxford University Press. Al 2014, era stata completata la traduzione di 10 volumi rispetto ai 13 previsti, dati alle stampe ad un ritmo di uno ogni due anni, ad eccezione di una lunga interruzione temporale fra l'uscita del IX/I e del IX/II, causata dal decesso del direttore del gruppo di traduttori.

## Storia
Già durante la riorganizzazione della Bundeswehr nel '52, Amt Blank (ex Ministero della Difesa federale) aveva preso in considerazione la possibilità di istituire un centro di ricerca storico-militare all'interno delle forze armate, che infine vide la luce il 1º gennaio 1957 come ufficio di ricerca di storia militare (Militärgeschichtlichen Forschungsamt, MGFA) di Friburgo in Brisgovia. Sebbene l'agenzia avesse inizialmente pubblicato singoli sondaggi e monografie, negli anni '50 diveniva già chiaro che un compito centrale dell'istituzione sarebbe stato l'indagine e l'esposizione degli eventi della Seconda Guerra Mondiale "ai posteri, alla storia in generale, fornendo un quadro il più obiettivo possibile dei processi e delle relazioni di quell'epoca".
Al termine del conflitto, la maggior parte dei documenti raccolti dai tedeschi furono trasferiti in Gran Bretagna e negli Stati Uniti. La loro restituzione iniziò solamente a partire dagli anni '60, permettendo la pubblicazione di una storiografia completa della Germania della Grande Guerra. Il progetto editoriale dell'opera nacque nel 1962, sotto la guida del primo capo del dipartimento, il colonnello Hans Meier-Welcker (1906-1983), che istitutì un "Comitato di lavoro sulla storia della seconda guerra mondiale" appositamente creato.
Prima di allora, esistevano già storiografie militari ufficiali, come la serie documentata in base agli archivi del Reich riguardo alle battaglie della prima guerra mondiale. Tali trattazioni, tuttavia, ignorava gli spetti politici, economici, sociali e ideologici del conflitto e nel dopoguerra furono accantonate, in quanto non più rispondenti alle idee di una storiografia militare moderna.